# Atletismo nos Jogos Pan-Americanos de 1983 - Salto em distância masculino
A prova do salto em distância masculino nos Jogos Pan-Americanos de 1983 foi realizada em Havana, Cuba.

## Medalhistas
| Ouro                     | Prata                            | Bronze              |
| Jaime Jefferson CUB Cuba | Vesco Bradley USA Estados Unidos | Juan Ortíz CUB Cuba |

## Resultados
| Posição           | Nome             | Nacionalidade            | Marca | Notas |
| ----------------- | ---------------- | ------------------------ | ----- | ----- |
| Medalha de ouro   | Jaime Jefferson  | CUB Cuba                 | 8.03  |       |
| Medalha de prata  | Vesco Bradley    | USA Estados Unidos       | 7.99  |       |
| Medalha de bronze | Juan Ortíz       | CUB Cuba                 | 7.91  |       |
| 4                 | Lester Benjamin  | ANT Antígua e Barbuda    | 7.89  |       |
| 5                 | Steve Hanna      | BAH Bahamas              | 7.66  |       |
| 6                 | Wilfredo Almonte | DOM República Dominicana | 7.61  |       |
| 7                 | Oswaldo Torres   | VEN Venezuela            | 7.29  |       |
| 8                 | Franco Francis   | VEN Venezuela            | 7.23  |       |